# سامی ادجی (بازیکن فوتبال، زاده ۱۹۷۳)
سامی ادجی (انگلیسی: Sammi Adjei؛ زادهٔ ۱۸ نوامبر ۱۹۷۳) بازیکن فوتبال اهل غنا بود.
از باشگاه‌هایی که در آن بازی کرده‌است می‌توان به اشاره کرد.
وی در مسابقات کشوری و بین‌المللی در مجموع برندهٔ ۱ مدال برنز شده‌است.